# 线粒体膜间隙蛋白质
线粒体膜间隙蛋白质是对存在于线粒体膜间隙中的蛋白质的统称。这些蛋白质包括腺苷酸激酶、单磷酸激酶和二磷酸激酶等。虽然线粒体拥有自身的核糖体（即线粒体核糖体），可以在线粒体基质中完成蛋白质生物合成，但线粒体膜间隙蛋白全部都是在细胞质基质中完成合成的。膜间隙蛋白有保守性寻靶和非保守性寻靶两种转运定位方式。有研究表明，线粒体膜间隙蛋白之间存在着相互作用。

## 分类
线粒体膜间隙蛋白质的转运机制与线粒体其他部分的蛋白质的转运相比有其特殊性。依据转运机制等不同可以将其线粒体膜间隙蛋白质为3类：
1. Ⅰ类蛋白是含有一段双组份分选信号的蛋白质；
2. Ⅱ类蛋白是需要膜间隙的辅助因子协同折叠以形成其特定空间结构的蛋白质；
3. Ⅲ类蛋白是含有可以与线粒体膜发生相互作用的疏水面的蛋白质。

## 功能
线粒体膜间隙蛋白质主要为各种激酶，功能是将核苷磷酸化。此外，这某些膜间隙蛋白质也参与细胞凋亡的过程：细胞凋亡时，线粒体外膜通透性增加，使某些可溶性线粒体膜间隙蛋白质释放到细胞质基质中，进一步破坏细胞结构。在这些致死性线粒体膜间隙蛋白质中，如细胞色素c等蛋白质能够激活半胱天冬酶（caspase），而如线粒体核酸内切酶G（endo G）、调亡诱导因子（AIF）等蛋白质则以非半胱天冬酶依赖的方式发挥作用。